# Synagoga w Pabianicach
Synagoga w Pabianicach – nieistniejąca synagoga przy ul. Bóźniczej w Pabianicach.

## Historia
Synagoga została zbudowana w 1847 roku na Starym Mieście przy uliczce do dziś zwanej Bóźniczną. Przebudowano ją 33 lata później. Od początku była murowana, gdyż władze nie wyraziły zgody na wzniesienie drewnianej. Budynek został zbudowany w stylu klasycystycznym, ściany zewnętrzne miał podzielone pilastrami z wnękami, a szczyt ściany frontowej – trójkątny. Synagoga przetrwała II wojnę światową, choć jej wnętrze zostało zniszczone. Została zburzona w 1960 roku, w wyniku decyzji podjętej w latach pięćdziesiątych przez władze miasta i zatwierdzonej przez Wydział Kultury Prezydium Wojskowej Rady Narodowej w Łodzi.
O jej istnieniu przypomina dziś tylko tablica pamiątkowa, odsłonięta w 1992 roku, w 50. rocznicę likwidacji getta w Pabianicach. Treść napisu znajdującego się na tablicy została ustalona najprawdopodobniej przez pabianickich Żydów i w porozumieniu z władzami miasta. Napis brzmi: „W tym miejscu mieściła się synagoga gminy żydowskiej miasta Pabianic zbudowana w połowie XIX wieku zburzona przez oprawców hitlerowskich w Holocaust – ziomkostwo miasta Pabianic”. Zawarta w nim informacja o tym, kto i kiedy zburzył budynek, jest więc niezgodna z faktami. Trudno ustalić przyczynę tej rozbieżności, osoba wskazywana jako pomysłodawca tablicy już nie żyje.